# Energodar
Energodar (în ucraineană Енергодар) este un oraș în nord-vestul regiunii Zaporojie din Ucraina, inclus în raionul Vasilevka. Este situat pe malul stâng al râului Nipru, pe malul lacului de acumulare Kahovka. Energodar a fost fondat pe 12 iunie 1970 pentru muncitorii care lucrau la construirea și deservirea centralei termice Zaporojie (construcția centralei termice a fost finalizată în 1977). Centrala nucleară Zaporojie, cea mai mare centrală nucleară din Europa, a fost construită în oraș în anii 1980. Ambele centralele electrice situate în oraș produc aproximativ un sfert din energia electrică produsă în Ucraina, de unde și numele orașului Energodar (Енергодар: Энерго = energie + дар = dar, adică „oraș care dăruiește energie”). Conform recensământului din 2001, în oraș locuiau 56.000 de oameni, din care 57,1% erau ucrainenii, 39,8% ruși, 0,8% bieloruși, 2,3% alte naționalități. Forțele ruse au ocupat orașul în timpul invaziei ruse a Ucrainei în 2022, iar orășenii au organizat proteste împotriva ocupației ruse.

## Demografie
Componența lingvistică a orașului Energodar
     Rusă (61,69%)
     Ucraineană (37,81%)
     Alte limbi (0,21%)
Conform recensământului din 2001, majoritatea populației orașului Energodar era vorbitoare de rusă (61,69%), existând în minoritate și vorbitori de ucraineană (37,81%).